# Anna Krasnowolska
Anna Krasnowolska (ur. 19 stycznia 1949 w Krakowie) – polska iranistka, orientalistka, literaturoznawczyni, emerytowana profesor w Zakładzie Iranistyki Uniwersytetu Jagiellońskiego. 

## Życiorys
Ukończyła X Liceum Ogólnokształcące w Krakowie i w 1967 r. rozpoczęła studia iranistyczne w Katedrze (późniejszy Instytut) Filologii Orientalnej UJ. Równolegle studiowała na kierunku Etnografia Słowian UJ (pięć semestrów w latach 1969–1971). W 1972 r. uzyskała magisterium na podstawie pracy Fargard 21 Videvdāt jako tekst magiczny (analiza tekstu awestyjskiego), a w 1983 r.  doktorat na podstawie nieopublikowanej pracy Cykle epickie w Šāhnāme Ferdousiego. W 1998 r. otrzymała stopień doktora habilitowanego na podstawie książki Some Key Figures of Iranian Calendar Mythology (Universitas, Kraków), a w 2015 roku tytuł profesorski.
W 1975 r. pojechała do Afganistanu w ramach wyprawy Towarzystwa Eksploracyjnego, natomiast w 1977 r. na stypendium do Iranu na Uniwersytet Ferdousiego w Meszhedzie. W 1992 r. odbyła miesięczny staż badawczy w Iranie, a w 1994 r. przebywała na trzymiesięcznym stypendium do Uppsali w Instytucie Języków Afro-Azjatyckich.
Od 1972 roku pracuje w Instytucie Orientalistyki UJ (wcześniej Katedra i Instytut Filologii Orientalnej UJ), którego dyrektorką była w latach 1999–2002, natomiast w latach 2000–2017 była także kierowniczką Zakładu Iranistyki UJ.
Jest członkinią Societas Iranologica Europaea (w prezydium w latach 2003–2011, wiceprezes w latach 2007–2011), Association for the Study of Persianate Societies, Komisji Orientalistycznej PAN w Krakowie oraz Komitetu Nauk Orientalistycznych PAN (2003–2007 w prezydium). 
Jest członkinią Rady Redakcyjnej czasopisma Folia Orientalia.
Jest córką Danuty i Jana Józefa Szczepańskich.

## Ważniejsze publikacje
- (współ. z Andrzej Pisowicz), Az in dar va az ān dar. Teksty do nauki języka perskiego, Uniwersytet Jagielloński, Instytut Filologii Orientalnej, Kraków 1982.
- Some Key Figures of Iranian Calendar Mythology (Winter and Spring), Universitas, Kraków 1998.
- Čand čehre-ye kelidi dar asātir-e gāhšomāri-ye Irān, tłum. Ž. Mottahedin, Varjavand, Tehrān 1382/2003.
- Mythes, croyances populaires et symbolique animale dans la littérature persane, Studia Iranica. Cahier 48, Assosiaction pour l’Avancement des Études iraniennes, Paris 2012.